# Saint-Papoul
Saint-Papoul (Sant-Pàpol trong tiếng Occitan) là một xã của Pháp, nằm ở tỉnh Aude trong vùng Occitanie.
Người dân địa phương trong tiếng Pháp gọi là Saint-Papoulais.

## Hành chính
| Danh sách các xã trưởng |           |                     |      |                                   |
| Giai đoạn               | Giai đoạn | Tên                 | Đảng | Tư cách                           |
| 1790                    | 1793      | Pierre FAURE        |      |                                   |
| 1848                    | 1849      | Alphonse d'HAUTPOUL |      |                                   |
| 1884                    | 1899      | Louis BOURGUIGNON   |      |                                   |
| 1944                    | 1945      | Jules TEISSEYRE     |      | Président du Comité de Libération |
| tháng 3 năm 2001        |           | Henri Ourliac       |      | Bản mẫu:Elu                       |

## Thông tin nhân khẩu
| Năm | 1962 | 1968 | 1975 | 1982 | 1990 | 1999 |
| --- | ---- | ---- | ---- | ---- | ---- | ---- |
| Dân số | 602  | 617  | 678  | 673  | 762  | 770  |
| From the year 1968 on: No double counting—residents of multiple communes (e.g. students and military personnel) are counted only once. |      |      |      |      |      |      |

## Nhân vật nổi bật
- Anton Maria Salviati (1537-1602), Giám mục của Saint-Papoul (1561), chắt trai của Laurent de Médicis
- Paul Rives